# Bučka (Škocjan)
Bučka is een plaats in Slovenië en maakt deel uit van de gemeente Škocjan in de NUTS-3-regio Jugovzhodna Slovenija. De plaats telde 124 inwoners op 1 januari 2020.